# 按手

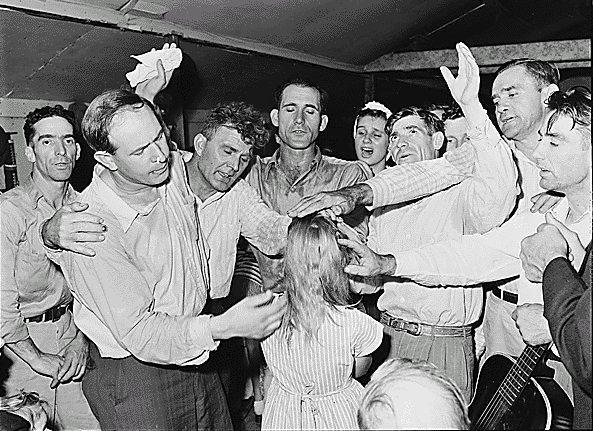
按手の祈り（ペンテコステ派　1946年）

按手（あんしゅ）は、キリスト教で行われる儀式。

## 概要

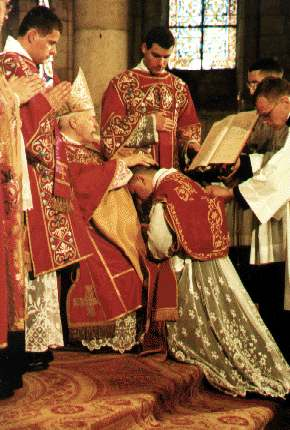
カトリック教会の叙階の秘跡

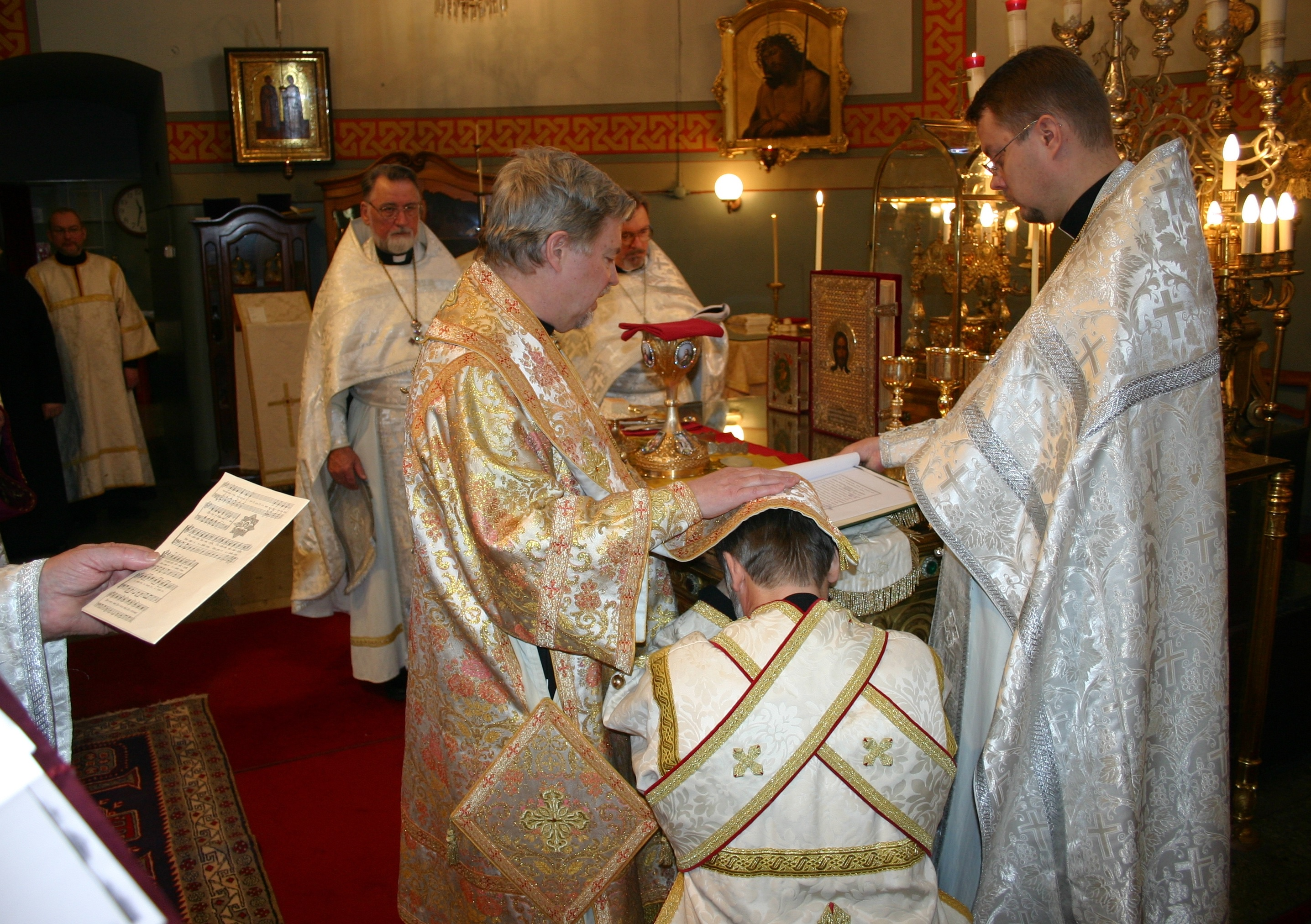
正教会の神品機密

狭義では、聖職者・教職者を任命するとき、上長（司教や監督など）や先輩の聖職者が志願者の頭の上に手を当て、自分たちが受け継いできた牧者としての権能や必要な賜物の志願者への授与と継承を神に願うことを意味する。これは使徒の時代から途切れることなく聖職志願者はこれを受けて、権能を受け継いできたと信じられている。
カトリック教会の叙階の秘跡や正教会の神品機密、聖公会の聖職者按手ではこれが行われる。また、カトリックや聖公会の堅信式でも堅信を授ける（通常は）司教・主教が受堅者に按手して祈る。
プロテスタントでは教職者の任命が按手礼と呼ばれることがあるが礼典（サクラメント）ではない。
広義では、頭に手を置いて神に祈ることを意味する。堅信を受けていない等の理由で聖餐を受けることができないものに対して、聖職者がその人の頭に手を置いて祝福を授けることがある。また、聖霊派ではいやしを祈る時に按手することがある。カトリック教会の病者の塗油でも按手がある。
キリスト教用語として用いるのが一般的であるが、按手礼という言葉および儀式は、例えば黄檗宗禅僧の河口慧海（1866年 - 1945年）の著作『西蔵旅行記』（チベットりょこうき、1904年刊）明治33年の項に記載されているように、仏教用語でもある。動作も同じで、僧が信徒に上から手を置くかまたはかざして（按手して）祈る。これは洗礼に対応する灌頂（かんじょう, 梵: abhiṣeka, abhiṣecana）も同様である。

## 聖書における記述
按手は旧約・新約聖書を通じて見られる一つの儀式的な行為であり、祝福、いやし、叙階、聖霊を受けさせるためなど様々な箇所で「頭に手を置く」という記載がある。

### 旧約聖書
- イスラエルが、弟であるエフライムの頭の上に右手を置き、左手を長子であるマナセの頭の上に置いた。右手を置かれたものが祝福されるので、イスラエルは兄ではなく弟を祝福した。(創世記48:14)
- 神がモーセに対し、ヌンの子ヨシュアの上に手を置き、祭司エルアザルと会衆の前で任命をするように指示する。ヨシュアはモーセの按手により、知恵の霊に満たされる。(民数記27:18-19、申命記34:9)

### 新約聖書
- イエスが熱病にかかっているペテロの姑の手に触ると、ペテロの姑は癒やされた。(マタイによる福音書8:14-15)
- 人々が、耳が聞こえず、口のきけない人を連れて来ると、イエスが、その人の両耳に指を差し入れ、それからつばを吐き、その人の舌にさわり「開け。」と言うと、彼の耳が聞こえるようになり、はっきりと話せるようになった。(マルコによる福音書7:32-35)
- 病気で弱っている者をかかえた人たちがイエスのもとに連れて来る。イエスが、病人に手を置くと癒やされた。(ルカによる福音書4:40)
- 食事の世話などの仕事を任せるためにステファノたち7人を選び、使徒たちは彼らの上に手を置いた。(使徒言行録6:1～6)(助祭職の制定とされる)
- 魔術師シモンが、ペテロが人々の頭に手を置き聖霊を授けているのを見て、金によってその力を与えてくれるように頼むが、ペテロに拒絶される。(使徒言行録8:9～25)
- ペトロとヨハネが人々の上に手を置くと、人々は聖霊を受けた。(使徒言行録8:17)
- パウロ(サウロ)が回心する場面で、目の見えなくなっていたパウロにアナニヤがサウロの上に手を置くと目からうろこのようなものが落ち、視力が回復した。(使徒言行録9:17)
- アンティオキアの教会にいた預言者や教師が礼拝・断食をしていると、聖霊から、バルナバとサウロを聖別して任務につかせるようにとの指示があった。そのため、彼らは断食と祈りをして、ふたりの上に手を置いてから送り出した。(使徒言行録13:2-3)
- パウロが彼らの上に手を置いたとき、聖霊が彼らに臨まれ、彼らは異言を語ったり、預言をしたりした。(使徒言行録19:6)
- ポプリオの父が、熱病と下痢で寝込んでいると、パウロは祈ってから、彼の上に手を置いて癒やしを与えた。(使徒言行録28:8-9)
- パウロがテモテへ宛てた手紙のなかで、性急に誰にでも按手をしてはならない、と指示をする。(テモテへの手紙一5:22)